# Marisa Cruz
Carla Marisa da Cruz (Luanda, Angola, 27 de Junho de 1974) é uma modelo, atriz e apresentadora de televisão portuguesa.

## Biografia e carreira
Carla Marisa da Cruz nasceu em Luanda, Angola, no dia 27 de junho de 1974. Ainda em criança mudou-se para Portugal e aos cinco anos, após a morte do pai, foi viver com uma irmã para casa da bisavó em Viseu. Durante a adolescência mudou-se para casa da mãe, em Lisboa. Por iniciativa própria, aos 16 anos foi a uma agência de manequins, embora o seu desejo fosse ser veterinária.
Aos 17 anos começou a viver sozinha, depois de a mãe se mudar para Londres. Mas foi nessa altura, em 1992, que Marisa Cruz venceu o concurso de Miss Portugal, o que lhe abriu definitivamente as portas no mundo da moda. Durante um ano viajou imenso para fazer trabalhos de manequim, tendo estado, por exemplo, na França e no Japão.
Começou a aparecer em revistas e vários programas de televisão como, por exemplo, em 1992 como modelo no programa de Carlos Cruz, e, em 1993, foi assistente do programa Parabéns, ambos para a RTP1.
Estreou-se como apresentadora, em 2002, no Reality show da SIC, Masterplan - O Grande Mestre, ao lado de Herman José, que a tornou popular. Logo de seguida, apresentou o bloco infantil Ioiô, também na SIC.
Protagonizou, em 2004, o filme Kiss Me, de Vicente Alves do Ó, que marcou a sua estreia no cinema.
Em 2004, muda-se para a TVI, a convite de José Eduardo Moniz. No canal, começou por apresentar o Euromilhões e algumas emissões especiais da estação. Em 2008, integrou o elenco de Casos da Vida e Olhos nos Olhos.
Em 2009, às sextas-feiras, apresentou o programa Caminhos da Fama, no canal de cabo Regiões TV. 
Entre 2011 e 2021, foi uma das apresentadoras fixas de Somos Portugal. Apresentou entre 2012 e 2013, com João Paulo Rodrigues, Não Há Bela Sem João, emitido nas tardes de sábado da TVI. Nos anos seguintes foi o rosto de vários formatos do canal como Sábado Especial, Festival da Comida Continente, Juntos em Festa, entre outros. 
Em 2012, apresentou o programa Euro Mulheres, no Porto Canal.
Regressou às novelas, após estar muitos anos ligada exclusivamente à apresentação, entrando em 2017 em A Herdeira. Em 2019, reforçou elenco de Prisioneira e Na Corda Bamba, em 2020 de Bem Me Quer e, em 2023 de Queridos Papás, conciliando com o seu trabalho como apresentadora.
Depois de 20 anos a trabalhar na TVI, em 2024, foi anunciado o regresso da comunicadora à SIC, onde começou por ser concorrente da segunda temporada de Hell's Kitchen - Famosos e, de seguida, integrar o elenco da novela A Herança.

## Filmografia

### Televisão
| Ano         | Projeto                                  | Papel                                     | Notas                                                                 | Canal       |
| ----------- | ---------------------------------------- | ----------------------------------------- | --------------------------------------------------------------------- | ----------- |
| 1992        | Carlos Cruz                              | Ela Própria                               | Modelo (quarta-feira)                                                 | RTP1        |
| 1993        | Parabéns                                 | Ela Própria                               | Assistente                                                            | RTP1        |
| 1994 - 1995 | Isto é o Agildo                          | Vários Papéis                             | Elenco Principal                                                      | RTP1        |
| 1996        | Reformado e Mal Pago                     | Rosa «Rosinha»                            | Elenco Adicional                                                      | RTP1        |
| 2002        | Masterplan — O Grande Mestre             | Ela Própria                               | Apresentadora, ao lado de Herman José                                 | SIC         |
| 2002 - 2003 | Ioiô                                     | Ela Própria                               | Apresentadora                                                         | SIC         |
| 2003        | Campeões Nacionais                       | Ela Própria                               | Apresentadora, ao lado de Liliana Campos, João Baião e Sílvia Alberto | SIC         |
| 2004        | Os SPS’s da Marisa                       | Ela Própria                               | Apresentadora                                                         | RTPN        |
| 2004 - 2011 | Euromilhões                              | Ela Própria                               | Apresentadora                                                         | TVI         |
| 2005        | As Grandes Canções Românticas            | Ela Própria                               | Apresentadora                                                         | TVI         |
| 2005 - 2007 | Há Festa no Hospital                     | Ela Própria                               | Apresentadora                                                         | TVI         |
| 2007        | A Bela e o Mestre                        | Ela Própria                               | Jurada                                                                | TVI         |
| 2008        | Casos da Vida (Noivas de Maio)           | Anabela                                   | Elenco Principal                                                      | TVI         |
| 2008        | Olhos nos Olhos                          | Isabel Silva Pereira                      | Elenco Adicional                                                      | TVI         |
| 2008        | O Caminho da Fama                        | Ela Própria                               | Apresentadora                                                         | RTV         |
| 2011 - 2021 | Somos Portugal                           | Ela Própria                               | Apresentadora                                                         | TVI         |
| 2024        | Somos Portugal                           | Ela Própria                               | Apresentadora substituta, na ausência de Mónica Jardim                | TVI         |
| 2011        | Agora É que Conta                        | Ela Própria                               | Apresentadora substituta, nas ausências de Leonor Poeiras             | TVI         |
| 2012        | Euro Mulheres 2012                       | Ela Própria                               | Apresentadora                                                         | Porto Canal |
| 2012 - 2013 | Não Há Bela Sem João                     | Ela Própria                               | Apresentadora, ao lado de João Paulo Rodrigues                        | TVI         |
| 2014        | Sábado Especial                          | Ela Própria                               | Apresentadora, ao lado de Nuno Eiró, Marta Cardoso e Isabel Silva     | TVI         |
| 2014        | Dança com as Estrelas 2                  | Ela Própria                               | Concorrente                                                           | TVI         |
| 2017        | Festival da Comida Continente            | Ela Própria                               | Apresentadora                                                         | TVI         |
| 2017 - 2023 | Euromilhões                              | Ela Própria                               | Apresentadora substituta, nas ausências de Mónica Jardim              | TVI         |
| 2017 - 2018 | A Herdeira                               | Goreti Torres                             | Elenco Principal                                                      | TVI         |
| 2019        | Você na TV!                              | Ela Própria                               | Repórter                                                              | TVI         |
| 2019        | Prisioneira                              | Sally                                     | Elenco Adicional                                                      | TVI         |
| 2019 - 2020 | Na Corda Bamba                           | Eva Gonçalves                             | Elenco Adicional                                                      | TVI         |
| 2019        | Juntos em Festa                          | Ela Própria                               | Apresentadora                                                         | TVI         |
| 2020        | Ricas Quintas                            | Ela Própria                               | Apresentadora                                                         | TVI         |
| 2020 - 2021 | Bem Me Quer                              | Carolina Raposo                           | Co-Antagonista                                                        | TVI         |
| 2022        | Big Brother Famosos 2022                 | Ela Própria                               | Comentadora                                                           | TVI         |
| 2022        | Festa É Festa                            | Ela própria no papel de Aida Trindade     | Participação Especial                                                 | TVI         |
| 2022        | Em Família                               | Ela Própria                               | Repórter                                                              | TVI         |
| 2023 - 2024 | Queridos Papás                           | Angelina Iolanda «Angelina Joli» Ferreira | Elenco Principal                                                      | TVI         |
| 2023        | Dois às 10                               | Ela Própria                               | Repórter no Wonderland Lisboa                                         | TVI         |
| 2024        | Hell's Kitchen - Famosos (2.ª temporada) | Ela Própria                               | Concorrente                                                           | SIC         |
| 2025        | A Herança                                | Diana Coelho                              | Elenco Principal                                                      | SIC         |

### Especiais / Outros
| Ano         | Projeto                                            | Notas                                                                      | Canal       |
| ----------- | -------------------------------------------------- | -------------------------------------------------------------------------- | ----------- |
| 2004        | Cabaret da Coxa                                    | Apresentadora convidada                                                    | SIC Radical |
| 2011        | Especial Festas de Ponte de Lima                   | Apresentadora, ao lado de Cristina Ferreira                                | TVI         |
| 2012        | Todos com Portugal — Rumo ao Euro 2012 (Albufeira) | Apresentadora, ao lado de Fátima Lopes e João Paulo Rodrigues              | TVI         |
| 2012        | Toda a Gente Me Diz Isso                           | Participação como Lourdes Laires (empregada numa lavandaria)               | TVI         |
| 2014        | Especial de Natal — Missão Sorriso                 | Apresentadora                                                              | TVI         |
| 2015        | Festa Continente                                   | Repórter                                                                   | TVI         |
| 2017 / 2019 | Apanha se Puderes - Especial                       | Concorrente                                                                | TVI         |
| 2017        | Gala das Estrelas                                  | Intérprete de Madonna                                                      | TVI         |
| 2018        | Especial 25° Aniversário TVI                       | Apresentadora                                                              | TVI         |
| 2019        | Especial 26° Aniversário TVI                       | Apresentadora                                                              | TVI         |
| 2019        | World Bike Tour — Lisboa                           | Repórter                                                                   | TVI         |
| 2019        | A Tarde É Sua - Especial Natal                     | Apresentadora do sorteio especial                                          | TVI         |
| 2020        | Cabelo Pantene - O Sonho 2                         | Convidada                                                                  | TVI         |
| 2020        | Portugal na TVI                                    | Apresentadora                                                              | TVI         |
| 2020        | Somos Natal                                        | Apresentadora                                                              | TVI         |
| 2021        | Em Família — Sozinhos na Casa                      | Participação Especial                                                      | TVI         |
| 2021        | All Together Now                                   | Jurada Convidada                                                           | TVI         |
| 2022        | TVI ComVida                                        | Apresentadora                                                              | TVI         |
| 2022        | Parabéns TVI — 29° Aniversário                     | Apresentadora                                                              | TVI         |
| 2022        | Especial Primavera                                 | Apresentadora, ao lado de Maria Cerqueira Gomes, Cláudio Ramos e Ruben Rua | TVI         |
| 2022        | 1 Ano de Festa                                     | Repórter                                                                   | TVI         |
| 2022        | Passadeira Vermelha dos Emmy Awards                | Apresentadora, ao lado de Ana Rita Clara, Mónica Jardim e João Montez      | TVI Ficção  |
| 2022        | Vai de Carrinho Especial                           | Concorrente                                                                | TVI         |
| 2022        | Goucha - Especial Natal                            | Apresentadora, ao lado de Manuel Luís Goucha                               | TVI         |
| 2022        | Especial Natal                                     | Apresentadora do sorteio especial                                          | TVI         |
| 2023        | Toda a Gente Me Diz Isso                           | Participação como Manuela (funcionária numa drogaria)                      | TVI         |
| 2024        | Gala do 31° Aniversário TVI                        | Participação Especial                                                      | TVI         |
| 2024        | Chefs da Nossa Terra                               | Participante e Vencedora do "Especial Santos Populares"                    | RTP1        |
| 2024        | Em Família                                         | Jurada do "Palco de Talentos"                                              | TVI         |
| 2024        | Congela                                            | Concorrente Convidada                                                      | TVI         |
| 2024        | Casa Feliz                                         | Figura Mistério                                                            | SIC         |
| 2024        | Vale Tudo                                          | Concorrente                                                                | SIC         |

### Cinema
| Ano  | Título               | Papel     | Notas        |
| ---- | -------------------- | --------- | ------------ |
| 2004 | Kiss Me              | Laura     | Protagonista |
| 2020 | Submissão            | Susana    |              |
| 2022 | Non-Player Character | Psicóloga |              |

## Vida pessoal
Nasceu em Angola. Com a independência do país a família mudou-se para Portugal. Os pais separaram-se, tendo o pai morrido na prisão quando Marisa tinha 8 anos. Estudou apenas até ao 9.º ano e começou a trabalhar cedo.
Tem sete irmãos, mas apenas um em comum com o mesmo pai e a mesma mãe.
Ficou a viver sozinha aos 17 anos, depois de a mãe se mudar para Londres e de Marisa ter preferido ficar em Portugal.
Foi casada com o futebolista português João Vieira Pinto, de quem teve dois filhos, João, nascido a 10 de setembro de 2005, e Diogo, nascido a 2 de agosto de 2009, e do qual se separou em 2013.
Em 2013 iniciou uma relação com o hoquista Pedro Moreira (12 anos mais novo). Casaram-se em 9 de março de 2015 e divorciaram-se a 12 de julho de 2016.
No final de 2016 iniciou uma relação com o andebolista Tiago Rocha, relação que terminou no início de 2017.
Em maio de 2018 iniciou uma relação com o ator Pedro Hossi, relação que terminou um ano depois.